# هماور زبر
هماور زبر (نام علمی: Symphytum asperum) نام یک گونه از سرده هماور است.